# Раверсбојрен
Раверсбојрен (њем. Raversbeuren) општина је у њемачкој савезној држави Рајна-Палатинат. Једно је од 134 општинска средишта округа Рајн-Хунсрик. Према процјени из 2010. у општини је живјело 130 становника. Посједује регионалну шифру (AGS) 7140120.

## Географски и демографски подаци
Раверсбојрен се налази у савезној држави Рајна-Палатинат у округу Рајн-Хунсрик. Општина се налази на надморској висини од 420 метара. Површина општине износи 5,1 km². У самом мјесту је, према процјени из 2010. године, живјело 130 становника. Просјечна густина становништва износи 25 становника/km².